# 90022 Apache Point
90022 Apache Point este un asteroid din centura principală de asteroizi.

## Descriere
90022 Apache Point este un asteroid din centura principală de asteroizi. A fost descoperit pe 10 octombrie 2002 la Apache Point Observatory în cadrul programului Sloan Digital Sky Survey. Asteroidul prezintă o orbită caracterizată de o semiaxă mare de 2,45 ua, o excentricitate de 0,07 și o înclinație de 10,8° în raport cu ecliptica.